# Suuri Säyneinen
Suuri-Säyneinen är en sjö i Finland. Den ligger i kommunen Kuopio (före 2017 i Juankoski) i landskapet Norra Savolax, i den centrala delen av landet, 400 km nordost om huvudstaden Helsingfors. Suuri-Säyneinen ligger 115,9 meter över havet. Den är 15 meter djup. Arean är 4,19 kvadratkilometer och strandlinjen är 18,48 kilometer lång. Sjön  ingår i Vuoksens huvudavrinningsområde.   I omgivningarna runt Suuri-Säyneinen växer i huvudsak blandskog. Den sträcker sig 3,6 kilometer i nord-sydlig riktning, och 3,0 kilometer i öst-västlig riktning.
I övrigt finns följande i Suuri-Säyneinen:
- Suurisaari (en ö)
- Palosaari (en ö)

Följande samhällen ligger vid Suuri-Säyneinen:
- Saunalahti (5 908 invånare)